# Marko Arnautović
Marko Arnautović - em sérvio, Марко Арнаутовић (Viena, 19 de abril de 1989) é um futebolista austríaco de ascendência sérvia que atua como centroavante. Atualmente, atua pelo Estrela Vermelha.

## Clubes
O seu pai é sérvio e a sua mãe austríaca. Ele começou a sua carreira com o seu irmão Daniel nas categorias de base do Floridsdorfer, antes de ser contratado pelo Twente, onde assinou para integrar a equipa de reserva.

### Twente
Fez a sua estreia na equipe profissional do Twente na temporada 2006–07, substituindo Kennedy Bakircioglu contra o PSV Eindhoven em abril de 2007. Em julho de 2006, prolongou o seu contrato com o Twente, por causa do interesse do gigante holandês Feyenoord.
Em pouco mais de dois temporadas como profissional no Twente, Arnautović marcou 14 gols em 58 jogos oficiais, sendo 12 em 44 partidas pela Eredivisie. O jogador austríaco estreou pela Seleção Austríaca em outubro de 2008.

### Internazionale
No dia 4 de agosto de 2009, foi dito que Arnautović estava à beira de se mudar para a gigante italiana Internazionale. O acordo foi difícil devido a uma fractura no pé direito de Marko, o que levou a uma renegociação entre os clubes. Onde ficou decidido que a Inter apenas receberia o austríaco por empréstimo, para avaliar as condições do jogador. Em 6 de agosto foi anunciado pelo Twente que os detalhes para o empréstimo do jogador a Inter estavam finalizados e que Marko ia integrar o plantel da Inter durante uma temporada. O acordo podia ser tornado definitivo se o jogador jogasse um certo número de partidas. Se o acordo não se tornasse definitivo, o jogador teria que regressar ao Twente num pré-contrato de dois anos, com mais um de opção. Fez a sua estreia não oficial com a camisola da Inter num amigável em 5 de setembro de 2009 contra a equipa suíça do Lugano. O resultado final foi de 3 a 3. Fez a sua estreia oficial na vitória por 1 a 0, em casa, contra o Chievo.

### Werder Bremen
No dia 4 de junho de 2010, o clube alemão Werder Bremen confirmou que tinha contratado o jogador junto ao Twente. Arnautović assinou por quatro temporadas.

### Stoke City
No último dia da janela de transferências europeias de 2013, foi vendido ao Stoke City.

### Retorno a Internazionale
Em 16 de agosto de 2023, retornou a Internazionale por empréstimo.

### Estrela Vermelha
Em 21 de julho de 2025, foi anunciado como novo reforço do Estrela Vermelha, da Sérvia.

## Seleção Nacional
Arnautović esteve presente no plantel da Seleção Austríaca nas disputas da Eurocopa de 2016 e Eurocopa de 2020. Sendo o destaque da equipe ao lado de David Alaba.
Em 13 de junho de 2021, Arnautović marcou o terceiro gol da Áustria durante o primeiro jogo do Grupo C da Eurocopa de 2020, contra a Macedônia do Norte. Durante a comemoração do gol, ele usou calúnias racistas contra Ezgjan Alioski e Egzon Bejtulai do time rival, ambos de albaneses macedônios. Depois, ele se desculpou por suas palavras. A UEFA anunciou uma investigação sobre as ações de Arnautović. Ele foi suspenso pela UEFA por um jogo por comportamento insultuoso, resultando em sua ausência no jogo da Áustria contra a Holanda. Nos dois jogos restantes na Áustria, ele foi voltou a atuar. 

## Títulos
Internazionale
- Campeonato Italiano: 2009–10 e 2023–24
- Coppa Italia: 2009–10
- Liga dos Campeões da UEFA: 2009–10
- Supercopa da Itália: 2023

### Prêmios individuais
- Futebolista Austríaco do Ano: 2018